# Nationalpark Khao Laem
Der Nationalpark Khao Laem (Thai: อุทยานแห่งชาติเขาแหลม) ist ein Nationalpark in der Provinz Kanchanaburi im Westen der Zentralregion von Thailand. Er gehört zum Western Forest Complex.

## Geschichte
Der Nationalpark Khao Laem wurde im Jahr 1987 zusammen mit fünf weiteren Nationalparks anlässlich des 60. Geburtstags von König Bhumipol Adulyadej ausgewiesen. 

## Lage
Der Nationalpark liegt in den Waldbergen um den Stausee Khao Laem in den Landkreisen (Amphoe) Thong Pha Phum und Sangkhla Buri etwa 340 Kilometer nordwestlich von Bangkok. Das Gebiet wird von der Landstraße 323 durchschnitten. Zu den besonderen Sehenswürdigkeiten der Umgebung zählt etwa die längste Holzbrücke Thailands nördlich des Nationalparks im Ort Wang Ka.
Im Nordosten grenzt der Park an das streng geschützte Wildreservat Thung Yai Naresuan an.

## Flora und Fauna
Die Vegetation des hügeligen Nationalparks besteht aus laubabwerfenden Mischwald, immergrünen Wald auf Hügeln und trockenem immergrünen Wald. Der Park stellt ein Refugium für seltene Großtiere, wie eine Tiger-Art, den Asiatischen Elefanten, den Gaur, den Sambarhirsch, den Muntjak dar.